# Максименко, Максимилиан Степанович
Максимилиа́н Степа́нович Максиме́нко (2 июля 1878 — 18 января 1942) — специалист в области электротермии, создатель отечественной электрометаллургической промышленности.

## Биография
Родился в Чернигове 2 июля 1878 года по старому стилю. Отец — надворный советник Степан Емельянович Максименко, надзиратель акцизных сборов 4 округа Черниговской губернии, из духовного сословия, в детстве был придворным певчим, «за спадением голоса» уволен из придворной певческой капеллы и определён на гражданскую службу. Мать — Эмилия Сулима Карловна фон Проффен, из дворян, евангелическо-лютеранского исповедания, родная сестра генерал-лейтенанта РИА Карла Карловича фон Проффена.
В 1898 году М. С. Максименко окончил Санкт-Петербургскую 2-ю гимназию, в которой проучился 10 лет, проявив особые успехи в физике. В том же году поступил в Императорский Санкт-Петербургский университет на физико-математический факультет, который окончил в 1903 году.
В 1902 году вступил в брак с Лидией Юльевной Юргенс.
Был вольнослушателем ЭТИ и ассистентом профессора Н. А. Пушина по курсам электрохимии и физической химии ЭТИ (1905—1916), лаборантом в лаборатории физической химии ЭТИ (1907—1920). Профессор кафедры прикладной химии ЛЭТИ, декан электрохимического факультета ЛЭТИ (1920—1930).
В 1930 г. кафедра прикладной химии ЛЭТИ была передана в ЛПИ, где он возглавил кафедру металлургии черных металлов, а затем кафедру печей и электротермических аппаратов.
В 1934 г. основал кафедру технологии электротермических производств в ЛТИ, где под его руководством в 1934—1940 гг. проводилась работа по металлотермии, результаты которой были успешно применены в годы Великой Отечественной войны.
В годы Великой Отечественной войны остался в блокадном Ленинграде и направил свои научные разработки на нужды фронта.
Под его руководством в специально созданной мастерской по выпуску необходимых угольных изделий были созданы угольные мембраны для телефонных аппаратов, микрофонный порошок и различные детали, обеспечивающие связь.
Под руководством М. С. Максименко была создана отечественная электрометаллургическая промышленность. Совместно с Н. А. Пушиным впервые разработал метод электролитического получения алюминия из отечественного сырья. Организовал промышленное производство ферровольфрама из отечественных руд на заводе «Электросплав».
За несколько дней до смерти от истощения,12 января 1942 года — М. С. Максименко был награждён орденом Трудового Красного Знамени.

## Награды и звания
- Орден Трудового Красного Знамени

## Основные труды
- Максименко М. С. Влияние поверхности активного электрода на выход озона и на ток в озонаторе, Санкт-Петербург, «Известия ЭТИ», выпуск IX. 1913.
- Максименко М. С. Основы электротермии. Л. 1937.